# Fabrisio Mesías
Fabrisio André Mesías Silva (Lima, 30 de enero de 2007) es un futbolista peruano. Juega como portero y su equipo actual es el Alianza Lima de la Liga 1 de Perú.

## Clubes
| Club         | País | Temporada |
| ------------ | ---- | --------- |
| Alianza Lima | Perú | 2024-act. |